# 크레이그 브레슬로우

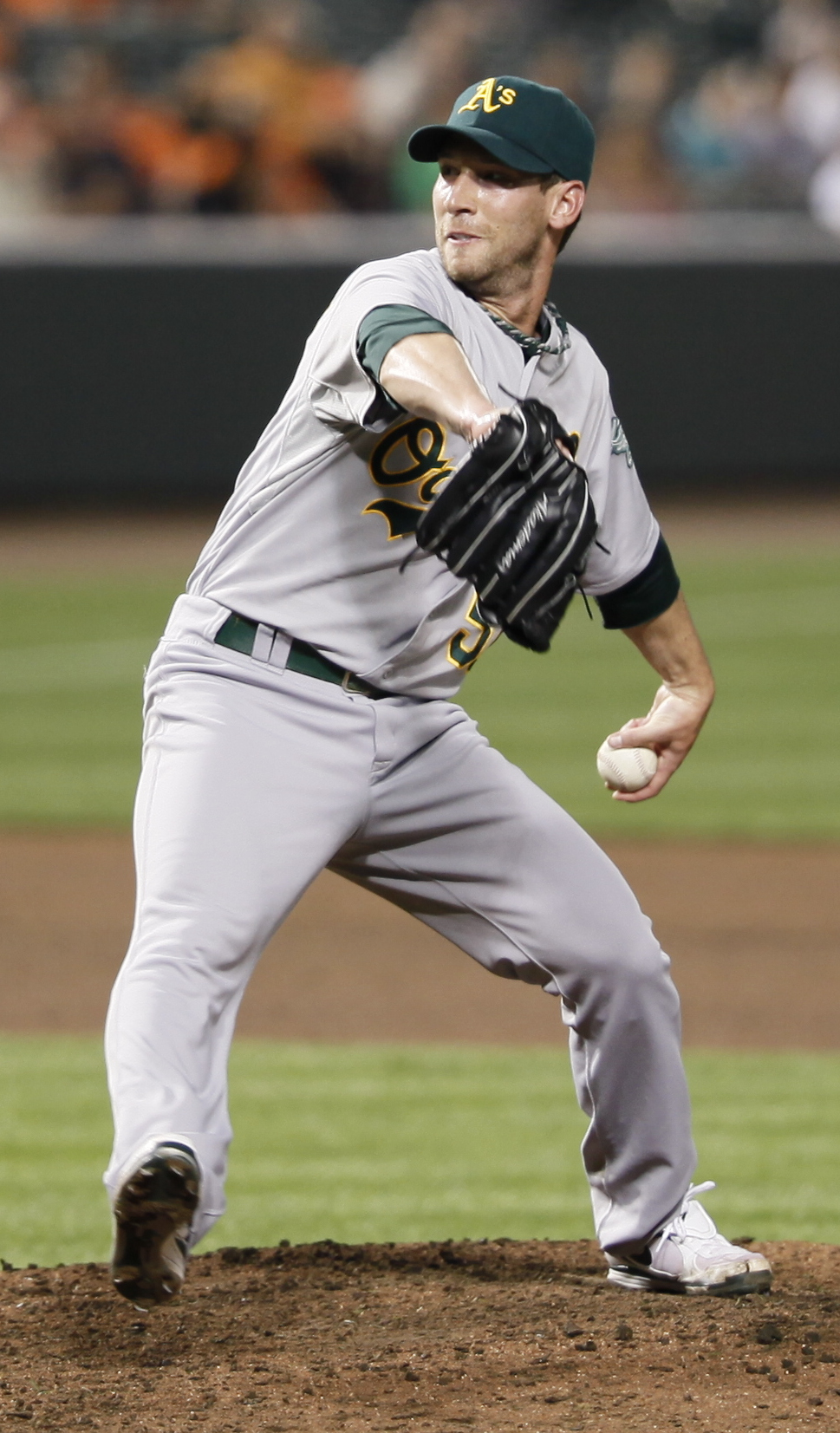
2011년 6월 7일, 오클랜드 소속의 크레이그 브레슬로우

크레이그 앤드루 브레슬로우(영어: Craig Andrew Breslow, 1980년 8월 8일 ~ )는 미국의 야구 선수다. 2002년 메이저 리그 밀워키 브루어스에 입단하였으며, 현재는 미네소타 트윈스 소속이다. 좌완 투수이다.